# ترژر لیک (پنسیلوانیا)
ترژر لیک (به انگلیسی: Treasure Lake) یک منطقهٔ مسکونی در ایالات متحده آمریکا است که در شهرستان کلیرفیلد، پنسیلوانیا واقع شده‌است. ترژر لیک ۲۹٫۶ کیلومتر مربع مساحت و ۳٬۸۶۱ نفر جمعیت دارد و ۵۳۰٫۳۶ متر بالاتر از سطح دریا واقع شده‌است.